# Surface tensions
Surface tensions is het vierde studioalbum van Surface 10, de bandnaam waaronder Dean de Benedictis albums uitbracht/uitbrengt. Surface tensions is het meest experimentele album uit de serie. Opnieuw werd het genre elektronische muziek verkend tot in de verste uithoeken met samples en andere technieken, maar regelmatig zijn op dit album bliepjes, piepen en krassen te horen. Het album verscheen in een oplage van 1000 stuks bij DiN van Ian Boddy. 

## Musici
- Dean de Benedictis – synthesizers, elektronica, computers
- Laura Escude – viool op 2
- Doug Rimmerman – achtergrondgeluiden op 9
- Catryn Deering – sopraanzang op 2, 4 en 11
- David Israel – spreekstem op 6

## Muziek
| Nr. | Titel                                | Duur |
| --- | ------------------------------------ | ---- |
| 1.  | B2 Gigacosm                          | 6:34 |
| 2.  | Dawn/bleep/dusk                      | 5:36 |
| 3.  | Phantom Jack to station MT           | 4:50 |
| 4.  | 748 Chain reactors                   | 5:14 |
| 5.  | Particle heartbreak                  | 6:23 |
| 6.  | No one was invited but everyone came | 4:44 |
| 7.  | X tension                            | 3:52 |
| 8.  | See you on another side              | 3:45 |
| 9.  | The dream shelter                    | 9:50 |
| 10. | Days of lovely statistics            | 6:13 |
| 11. | Only a world                         | 8:40 |